# Ifigenia in Tauride (Traetta)
Ifigenia in Tauride è un'opera lirica musicata da Tommaso Traetta su libretto di Marco Coltellini e su proposta del conte Giacomo Durazzo, Direttore generale dei teatri imperiali a Vienna e promotore degli esperimenti di riforma dell'opera seria che caratterizzarono gli anni sessanta del Settecento e che culminarono nella cosiddetta riforma gluckiana.
La prima rappresentazione dell'opera avvenne a Vienna, nel teatro di corte di Schönbrunn, il 4 ottobre 1763 e a dirigerla fu lo stesso autore.
Secondo la critica quest'opera è uno dei maggiori esempi di quella riforma del teatro lirico che Traetta, su istanza del conte Durazzo, caldeggiava, una riforma che fondava la propria essenza sulla fusione degli elementi tipici dell'opera francese con quelli dell'opera italiana. Tale "riforma" si avvarrà anche del contributo essenziale di Gluck e De Calzabigi.
Tuttavia, nella Ifigenia in Tauride è ancora prevalentemente l'uso dei cori e dei balletti - con la loro partecipazione diretta al dramma - a far risaltare il gusto francese riguardo al teatro d'opera in voga nel Settecento.

## Personaggi e interpreti
| personaggio                                         | tipologia vocale   | interpreti della prima, 4 ottobre 1763 (direzione musicale: Tommaso Traetta) (coreografie: Gasparo Angiolini) (scenografie: Giovanni Maria Quaglio) |
| --------------------------------------------------- | ------------------ | --- |
| Oreste                                              | contralto castrato | Gaetano Guadagni |
| Pilade                                              | soprano castrato   | Giovanni Toschi |
| Ifigenia                                            | soprano            | Rosa Tartaglini |
| Dori                                                | soprano            | Maria Sartori |
| Toante                                              | tenore             | Giuseppe Tibaldi |
| Coro: Vergini, sacerdotesse, soldati, popolo, Furie |                    | |